# Jugendförderung
Jugendförderung ist ein Teil von Jugendarbeit. Zielgruppen der Jugendförderung sind Kinder und Jugendliche.
Jugendförderung hat das Ziel, das Engagement von jungen Menschen für die Gesellschaft zu unterstützen, unabhängig von kulturellen, körperlichen, geschlechtsspezifischen, intellektuellen oder ökonomischen Bedingungen. Durch das eigene Mitgestalten sollen junge Menschen eigene Erfahrungen sammeln, an Selbstvertrauen gewinnen und erweiterte Perspektiven für ihre eigene Zukunft erhalten.

## Schweiz
In der Schweiz gibt es verbandliche, kirchliche, von Vereinen angebotene und offene Kinder- und Jugendförderung.

### Geschichte der Jugendförderung
Die Kinder- und Jugendarbeit der Schweiz blickt auf eine rund 150-jährige Geschichte zurück, die bis in die 1960er Jahre hauptsächlich durch die Jugendverbände geprägt war. Während langer Zeit stellte eine intakte Jugendverbandsarbeit, inner- und außerhalb der Kirchen, die einzig bekannte Form von Jugendarbeit dar. Oftmals waren im Hintergrund ältere Jugendliche, junge Erwachsene oder Pädagogen, welche sich zur Aufgabe nahmen, die Jugendlichen bei der Selbstorganisation zu unterstützen.
Erst mit den 1950er Jahren kam neues Ideengut, hauptsächlich aus studentischen Kreisen, die Forderungen nach offenen Jugendhäusern und nach eigenem Raum anmeldeten. In den 1960er Jahren entstanden die ersten, nicht autonom, aber auch nicht professionell geführten Jugendhäuser. Durch den Einfluss der 68er-Bewegung entstand dann schrittweise das, was heute als Offene Jugendarbeit bezeichnet wird. Vor allem in den Städten entstanden Trägervereine, meist gestützt von den Kirchen und Gemeinden, die offene Jugendeinrichtungen zum Ziel hatten.
1980/81 war die Schweiz dann Schauplatz für Jugendbewegungen und Jugendunruhen. In den großen Städten wurden autonome Jugendzentren gefordert und während kurzer Zeit auch betrieben. Ab Mitte der 1980er Jahre tendierte die Jugendarbeit mehr und mehr dahin, sich als Angebot für alle Jugendlichen einer Gemeinde zu verstehen und deren verschiedensten Bedürfnissen nachzukommen. Die Angebote neigten sich in Richtung niederschwelliger Beratung, Schutz der natürlichen Lebensräume der Jugendlichen, aufsuchende beziehungsweise mobile Jugendarbeit, Projekt- und Gemeinwesenarbeit bis hin zur heutigen Differenzierung des Angebots.
In den 1990er Jahren wuchs die Anzahl der Stellen der Offenen Jugendarbeit, insbesondere auch in kleineren und ländlichen Gemeinden. In der Regel wird die Offene Jugendarbeit in der Schweiz von Gemeinden, Kantonen, den Kirchen oder auch von privaten Trägern organisiert. Auf der Ebene der Steuerung fungieren häufig Laiengremien, bestehend aus Ehrenamtlichen. Seit mehreren Jahren sind diese Trägerschaften in öffentlicher Hand. Im Rahmen einer aktuellen Entwicklung sind auch private Unternehmungen in der Jugendförderung tätig.

### Aktuelle Entwicklung
Neben den traditionellen Anbietern von Kinder- und Jugendförderung aus kirchlichen Kreisen, den verbandlichen Jugendorganisationen und den Jugendvereinen, hat sich eine zunehmende Professionalisierung mit vermehrten privaten Anbietern in der Schweiz etabliert. Diese arbeiten in den gesamten Handlungsfeldern der offenen Kinder- und Jugendförderung: Sie betreuen Jugendtreffs, machen aufsuchende Jugendarbeit vor Ort und implementieren Projekte. Diese Organisationen arbeiten per Leistungsauftrag im Auftrag der jeweiligen Gemeinden. Sie arbeiten mit fest angestellten, gut ausgebildeten Jugendarbeitern und sind durch die Vernetzung und organisatorische Größe bezüglich einsetzbarer Arbeitsressourcen sehr flexibel.

### Gesetzliche Situation
Für die Schweiz ist markant, dass bis zur Einführung des neuen Kinder- und Jugendförderungsgesetzes (KJFG) im Jahre 2011 auf Bundesebene keine gesetzliche Grundlage für die Offene Jugendarbeit bestanden hatte. Die Kinder- und Jugendarbeit ist in den Kantonsverfassungen und demnach sehr unterschiedlich oder gar nicht verankert. Die Umsetzung der kantonalen Vorgaben wird in politischen Prozessen auf Gemeindeebene bestimmt, was zu unterschiedlich ausgestalteten kommunalen Leistungen führt. Mit der Revision des KJFG, welche im Jahre 2011 vom Schweizer National- und Ständerat gutgeheißen wurde, wird neben der verbandlichen nun auch die Offene Jugendarbeit in die auf Bundesebene gesetzlich verankerte außerschulische Jugendarbeit integriert.